# Докторът (Хелсинг)
Докторът (или само „Док“) (на японски: 博士（ドク）) е персонаж от манга/анимето Хелсинг и член на организацията Милениум. Той е побърканият гений, чиито изследвания го отвеждат до създаването на нацистка вампирска армия участвала в „Letztes Bataillon“. Актьорът, озвучаващ персонажа на японски език, е Хироши Нака.
Док обикновено се появява облечен в окървавена лабораторна престилка, необикновена риза с оголен корем и очила с комплект подвижни лещи.
Изглежда, че два от пръстите на двете ръце (безименният и кутрето) на Докторът са съединени. Авторът обаче недвусмислено отрича това с календара на Хелсинг за 2002, където ясно се вижда, че пръстите са отделени.
Докторът е втори по ранг след Майора и е посветен в неговите планове, въпреки че не е боец.
Док се появява както в мангата, така и в ОВА сериите. Има спекулации, че прякорът му и най-вече стилът му на обличане са вдъхновени от Кристиан Лоренц от „Рамщайн“.